# Space: Above and Beyond
Space: Above and Beyond és una sèrie de TV de ciència-ficció emesa per primer cop entre els anys 1995 i 1996 a la cadena nord-americana FOX, i posteriorment al Sci-Fi Channel de la mateixa cadena. A Espanya no es va emetre fins a la temporada 1998-1999 al canal Tele5 i posteriorment al canal digital Sci-Fi.
Creada per James Wong i Glenn Morgan, va durar només una temporada en antena si bé originalment havia de durar-ne cinc. Aquesta situació es va produir arran de les polítiques d'emissió de la cadena FOX que contínuament canviava l'horari d'emissió de la sèrie, que prioritzava els esdeveniments esportius. Si bé la segona vegada que va ser emesa ja al canal Sci-Fi va gaudir d'una gran popularitat que la va convertir en una sèrie de culte.
La qualitat de la sèrie, tant pel que fa al guió com als efectes especials (va ser una de les primeres sèries que van incloure efectes 3D generats per ordinador en CGI), i un pressupost aproximat de 5 milions de dòlars de l'època per episodi, va fer que fos nominada a dos premis Emmy (Emmy Awards, un Premi Saturn i que guanyés un Univers reader's choice award en tres categories: Millor actriu; millor direcció i millor guió pel capítol Qui ensinistra els ocells?

## Sinopsi
Any 2063. La humanitat fa més d'un segle que explora l'espai i no ha trobat cap signe de vida intel·ligent. La colonització de planetes es duu a terme mitjançant concessions governamentals a grans empreses. Llavors, en dues colònies de l'empresa Aerotech, Vesta i Tellus, es produeixen uns ferotges i despietats atacs per part d'unes forces alienígenes desconegudes que destrueixen completament ambdues colònies i que provoquen l'inici de la guerra entre les diferents nacions de la terra, unides sota el mandat de Nacions Unides i aquests alienígenes.
Des del principi i al llarg de la sèrie anirem veient les accions de guerra empreses per un grup de Marines Espacials anomenat 58è Esquadró de marines dels Estats Units o "Wildcards" (cartes salvatges), on els seus components reben el nom de Reina de cors, Comodí, etc., contra els alienígenes i com fan front cadascun d'ells a aquesta situació de guerra dins de l'estretor del portanaus U.S.S.Saratoga, els asteroides, les naus, els planetes amb atmosferes verinoses, etc.
Els alienígenes o Chings (Chiggers, o xinxa en català) són una raça d'extraterrestres que s'enfronten als humans, tant a l'espai amb naus, com a la superfície de planetes i llunes amb esquadrons de soldats i vehicles pesats. La guerra comença amb la destrucció total de les colònies humanes de Vesta I Tellus, i continua amb una sèrie de batalles a l'espai i a certs planetes i llunes pel control de recursos, etc. Al llarg de la sèrie es descobreixen els veritables motius de la guerra, si bé com que es va acabar abans d'hora (recordem que només se'n va emetre una temporada) queda tot plegat una mica en l'aire i amb una situació força compromesa pels nostres protagonistes de l'Esquadró 58.
Malauradament, i per si això no fos prou, no tots els components de l'esquadró són humans i no tots els enemics són alienígenes. Per una banda, apareixen els in vitro, o tancs, humans creats artificialment en tancs de gestació artificials (d'aquí el seu mal nom), similars a peixeres gegants, i que imiten el ventre matern, amb la particularitat de tenir el melic al clatell i que "neixen" a 18 anys, completament formats físicament, però a qui cal ensenyar tot allò que no han après des del punt de vista intel·lectual, en aquests 18 anys, amb els problemes que això comporta. Sobretot pel que fa a temes de conducta davant dels sentiments dels humans. La tecnologia dels "in vitro" es va desenvolupar abans de la guerra que apareix a la sèrie, precisament per lluitar en una altra guerra que es va produir al planeta terra contra uns altres éssers creats pels humans, els Silicats.
Els Silicats eren uns éssers robòtics d'avançada IA (intel·ligència artificial), d'aparença humana i basats en el Silici (d'aquí ve el seu nom), en contraposició als humans basats en el carboni, que havien de solucionar tots els problemes de la humanitat fent totes les tasques que els humans no volien fer (a l'estil dels replicants de Blade Runner). Tot anava bé fins que el Dr. Stranahan, un programador de la companyia que els va crear, es va rebel·lar contra els seus superiors perquè no el tenien prou ben considerat i introdueix un virus que infecta els Silicats i els fa inestables i, per tant, perillosos per als humans naturals. En poc temps, els Silicats es rebel·len contra els humans i esclata una guerra a escala planetària, en què els humans, en veure que les seves baixes són massa elevades, creen els “in vitro” per lluitar-hi. Al final, els humans guanyen la guerra si bé uns quants milers de Silicats fugen en naus cap a l'espai i desapareixen fins que arriba la nova guerra on reapareixen com a aliats dels alienígenes, per als quals fan feines en què cal “contacte” amb presoners humans, ja que per als alienígenes els humans són éssers desagradables. De fet, els alienígenes anomenen els humans éssers estranys o éssers d'interior vermell i pudents.
Amb la fi d'aquesta guerra però, no acaba la “producció” de tancs, sinó que continua per substituir en part la feina que feien els Silicats i esdevenen una mena de marginats socials, cosa que provoca actituds racistes per part dels humans naturals. Això dona peu al llarg de la sèrie a situacions en què un parell dels protagonistes han de combatre no solament els alienígenes i els Silicats, sinó també certs humans que els consideren inferiors i quasi tan menyspreables com els alienígenes.

## Personatges protagonistes de la sèrie
Nathan West: tinent; nom en clau: Rei de Cors. Interpretat per l'actor Morgan Weisser. Originalment, West havia d'anar com a colonitzador, juntament amb la seva xicota, Kylen Celina, al planeta Tellus, però un canvi d'última hora l'obliga a deixar el seu lloc a un “in vitro” (una decisió política d'igualtat que obliga un percentatge d'In vitro entre els colons) i es queda a la Terra. Desesperat, s'uneix al cos de marines per així poder demanar com a destinació el dit planeta i continuar estant amb la seva xicota.
Shane Vansen: Capitana, número de sèrie 560-51-03318; nom en clau: Reina de Cors. Interpretada per Kristen Cloke. De pares marines, la capitana Vansen sempre va saber que seria marine. Durant la guerra contra els Silicats, quan era una nena, va veure l'assassinat dels seus pares i per això va haver de cuidar de les seves dues germanes petites. Aquest fet la va fer madurar abans d'hora alhora que li va crear un sentiment ambivalent d'odi i temor respecte dels Silicats. És la cap de l'Esquadró 58.
Cooper Hawkes: Tinent primer; número de sèrie 948-98-01446 Lot in vitro 2040 Alfa 3439; Reserva genètica 16A, instal·lacions de Filadèlfia; nom en clau: Jack of Spades, Jota o Sota de Piques. Interpretat per Rodney Rowland. L'únic in vitro de l'Esquadró 58. Es va escapar de les instal·lacions on se l'educava per defectuós, ja que feia preguntes de naturalesa existencial, incorrectes per a un in vitro. Malauradament, s'escapa assassinant un dels educadors del centre, per la qual cosa és perseguit, capturat i empresonat. Se li ofereix la possibilitat d'unir-se a l'exèrcit o ser executat. Acaba unint-se al 58è esquadró i després d'una sèrie d'aventures aconsegueix integrar-se a l'equip. A la primera missió de l'esquadró, l'únic amic que ha fet és mort pels Chings, aquest fet el fa jurar venjança pel seu amic mort, cosa que l'uneix a la resta dels seus companys.
Vanessa Damphousse: Tinent primera; número de sèrie 943-20-02419; Nom en clau As de Cors. Interpretada per Lanei Chapman. Es va unir a l'exèrcit per trobar un rumb a la seva vida. Té certs dots de clarividència. Els seus estudis inclouen un títol en Física Nuclear per la Universitat Cal-Tech i abans de ser militar va treballar a la planta nuclear de Sant Onofre. Habitualment els seus companys l'anomenen Phosse.
Paul Wang: Tinent primer; número de sèrie 948-30-34828. Nom en clau: Joker (comodí) Wang. Interpretat per Joel de la Fuente. Aparentment tímid i insegur, té un gran sentit de l'humor que sol fer servir en els moments de més tensió que es generen en el clima de guerra que hi ha. És un gran fan del futbol americà, concretament de l'equip de Chicago, la seva ciutat natal.
T.C. McQueen: Tinent Coronel; número de sèrie 821-36-97440. Lot in vitro 2025 Kappa 9757, reserva genètica 13C, Instal·lacions d'Ancorage (Alaska). Nom complet: Tyrus Cassius McQueen, nom en clau: Reina sis. És l'oficial en cap de l'Esquadró 58. El segon membre in vitro de l'Esquadró 58, va passar els seus primers anys com a miner en Omicron Draconis. Per lliurar-se'n s'apunta a l'exèrcit, dins dels primers grups d'in vitro militars fins que un cop acabada la guerra contra els Silicats van ser desmantellats. Quan comença la guerra contra els Chings, torna com a cap del 127è Esquadró, els Àngels Furiosos (The Angry Angels). Malauradament aquest esquadró és destruït pels Chings en una de les primeres batalles i, a causa d'unes ferides greus, queda incapacitat pel combat. Així doncs és nomenat cap del 58è Esquadró dels Marines dels Estats Units. Gràcies a la seva naturalesa tanc connecta amb l'altra in vitro i alhora es fa respectar pels altres membres de l'Esquadró 58.
Glenn Ross: Comodor Ross. Comandant de l'U.S.S. Saratoga. Nom en clau: “El Vell”. Interpretat per Tucker Smallwood. No se sap gaire de la seva carrera militar abans de la guerra, si bé sembla que coneix molt McQueen (a qui s'hi refereix amigablement com a Ty) i normalment es tracten de vós. Aficionat a tocar blues amb la seva guitarra quan la dinàmica de la guerra li ho permet, veu rom com a senyal de respecte i record dels antics mariners de la Terra.
Howard Sewell: Sewell és un membre de la corporació Aerotech. Encarregat del treball de camp d'aquesta corporació de tot el que faci referència a la tecnologia Ching. Normalment, la seva presència es deu a un pròxim esdeveniment interessant per als nostres protagonistes. Posseeix informació secreta sobre els Chings.
Felicity-Oh: Felicity-Oh és una Silicat, Una IA concebuda com una androide de plaer. Al llarg dels episodis apareixen diferents unitats d'aquest androide. La primera Felicity era Felicity-OH-519, dirigent d'una banda de Silicats que assalten una colònia minera al planeta Icarus. Posteriorment apareix una altra Felicity, l'OH-443 com a delegada dels Silicats en una conferència al U.S.S.Saratoga.
Diane Hayden: cega de naixement, amb una pròtesi electrònica per poder veure “impressions” de les coses, com ella mateixa diu. Antic membre de la cúpula dirigent de la Corporació Aerotech, esdevé Secretària general de les Nacions Unides quan un in vitro assassina l'anterior Secretari general. La seva persona desperta recels entre els membres del USS Saratoga, ja que sembla que amagui secrets relacionats amb la guerra Ching i, a més, el seu passat a Aerotech no ajuda gaire a millorar aquesta impressió. D'altra banda, els esdeveniments anteriors i posteriors a la seva elecció, assassinats i intents d'assassinat, no fan més que fer créixer aquests rumors sobre les seves veritables intencions com a Secretària general.
Kylen Celina: xicota de Nathan West, que viatja a la colònia de Tellus per decisió de tots dos. Quan els Chings ataquen Tellus és donada per morta, però el record obsessiona Nathan i de fet va a la seva recerca perquè no es creu que sigui morta. Finalment es descobreix que és presonera dels Chings i Nathan es passa tota la sèrie intentant rescatar-la.
Chinggie Von Richtoffen: altrament conegut com el Baró Roig Ching, és un pilot de caces espacials molt competent amb una versió avançada dels caces Ching que provoca estralls entre els esquadrons humans. A un lateral del seu caça porta la llegenda ”Abandon all Hope” (Abandoneu tota esperança). Es bat en duel de caces espacials amb T.C. McQueen.

## Enemics de la raça humana
Els Chings: són una raça extraterrestre humanoide, que vesteixen una cuirassa blindada que els protegeix tant dels perills militars com dels ambients desfavorables (respiren una barreja de gasos verinosa per als humans, semblant al gas metà). Si la cuirassa és danyada, perden el casc o entren en contacte amb l'aigua, es desfan convertint-se en una massa gelatinosa de color verd. La seva tecnologia és sensiblement més avançada que la humana.
Els Silicats: Els androides d'IA (intel·ligència artificial) avançada, compostos de silici, amb aparença humana van ser creats pels humans per al seu servei, si bé un virus informàtic els va fer rebel·lar-s'hi en contra i provocar una guerra global al planeta Terra. En veure que perdrien la guerra, uns quants milers van fugir en naus cap a l'espai on protagonitzaven accions de pirateria contra els humans. En un moment determinat, es troben amb els Chings i s'alien amb ells contra els humans. La seva tecnologia és essencialment humana amb certes incorporacions Chings. Funcionen amb bateries recarregables i la seva fesomia és fàcilment identificable, ja que no gaudeixen d'un manteniment prou adequat, i en els ulls, en lloc de pupil·les hi tenen un dibuix en forma de mira telescòpica de rifle que els delata. Mantenen part de la seva programació original encara que no poden innovar i per això són grans jugadors en jocs d'atzar, de fet el virus se'ls activa amb la paraula “juga-te-la” cosa que provoca que apostin per dur a terme una acció o una altra, i això els fa vulnerables en certes situacions.

## Enemics del 58è Esquadró de marines dels Estats Units (protagonistes)
La Corporació Aerotech: Aerotech és una corporació humana responsable de les colònies Vesta i Tellus. El seu poder és comparable a un país i les seves decisions afecten les polítiques de les Nacions Unides vers els Chings i els Silicats. Durant tota la sèrie s'especula sobre les relacions d'aquesta empresa amb els Chings i els Silicats i sobre la possibilitat d'una conspiració o un pacte secret entre ells (a l'estil d'Expedient X). Fins i tot, hi ha un moment en què el Secretari de les Nacions Unides és un antic membre del consell d'Aerotech.
Altres races:
Els in vitro o tancs: són una raça d'humans creats artificialment en tancs de gestació artificial i que assoleixen la maduresa física molt aviat, però que cal educar en el desenvolupament de les seves facultats mentals per poder ser útils als humans. El ventall de tasques que realitzen per als humans és molt variada: mineria, transport, etc., Si bé al principi els van utilitzar per a tasques militars per lluitar en la guerra contra els Silicats, després van ser considerats ciutadans de segona. Actualment, i a diferència dels Silicats, encara en creen de nous per poder mantenir l'economia de guerra que comporta la guerra amb els Chings. No se'ls pot considerar enemics dels humans, però la seva relació es tensa i si pensen que se'ls tracta malament no dubten a fer servir la violència física (fins i tot poden produir la mort de l'humà que els ha ofès) per solucionar-ho, ja que a causa de la seva naturalesa poc madurada (mentalment) no han après a gestionar els sentiments, ni les formes de discussió més civilitzades. Cal afegir que, a més, el tracte racista que reben d'alguns humans, no ajuda a millorar la seva reputació ni, per tant, la seva situació davant la societat humana tradicional.

## Naus de les forces terrestres
SA-43 (Hammerhead): anomenat Peix martell, aquesta nau d'atac endoatmosfèrica i exoatmosfèrica és la principal arma dels esquadrons de la terra i del Cos de Marines Espacials. La carlinga modular del pilot es desprèn de la nau quan aterra al portanaus U.S.S.Saratoga.
ISSAPC (Inter Solar System Armored Personnel Carrier): el Transport Personal Inter Solar Cuirassat està dissenyat per servir d'interfície amb l'ISSCV i proporciona el mitjà de transport perfecte, tant per a tropes com per a material, i que pot descendir sobre planetes i llunes en condicions de foc enemic, baixa gravetat i altres elements perillosos per a altres tipus de naus.
ISSCV (Inter Solar System Cargo Vessel): la nau de càrrega Inter Sistema Solar és un vehicle modular de forma rectangular que pot transportar personal i càrrega de forma compartimentada. Es pot acoblar a la ISSAPC i adaptar-se a altres usos militars, mèdics, etc.
SCVN (Space Carrier Vehicle Nuclear): el Vehicle Espacial Portanaus Nuclear és l'equivalent dels portaavions actuals fins i tot amb una aparença física semblant. Fortament armat, disposa de canons d'energia i llançamíssils, transport de tropes, naus i altres elements necessaris per a la guerra. A la coberta disposa de plataformes per als ISSAPC i la “panxa” de la nau és el lloc on aterren i s'enlairen els caces espacials dels marines.
NAUS CONCRETES DEL 58È ESQUADRÓ DE MARINES ESPACIALS:
L'U.S.S.Saratoga: és un portanaus amb el número de registre SCVN-2812 de la classe J.F.Kennedy. Actualment es troba sota el comandament del Comodor Ross. És la base d'operacions de diversos esquadrons de marines espacials, entre els quals hi ha el 58è Esquadró.
La seva tripulació consta de més de 5000 persones entre la tripulació permanent, manteniment, soldats de diversos tipus, etc. La seva capacitat vehicular és de 168 caces Hammerhead SA-43, 14 avions de reconeixement Stingray AT-42, 4 caça bombarders Barracuda B-290, 4 SWAC (vehicles d'alerta i control de l'espai), 16 ISSAPC, 8SSRT i 8 naus d'aterratge LC-19.
ARMAMENT CONCRET DEL 58È ESQUADRÓ:
Ganivet –Bar: Ganivet estàndard de combat del cos de marines. Aquesta versió serveix com a baioneta pel rifle d'assalt mentre que la del segle XX no ho era.
Rifle d'assalt M-590:rifle estàndard del cos de marines. Disposa de diversos accessoris segons les necessitats de combat, com, per exemple, una mira telescòpica, un escàner, etc.
Granades intel·ligents: com les granades en forma de pinya, es llencen a l'aire, però en comptes de caure segueixen l'enemic mitjançant un sistema intel·ligent de seguiment. Si el blanc aconsegueix amagar-se de la granada, pot mantenir-se “levitant” a l'aire fins que l'enemic torna a aparèixer.

## Naus dels alienígenes
NAUS CHINGS:
Caça Ching: el caça Ching és més ràpid que un SA-43 humà però menys maniobrable. De forma triangular, les seves ales estan separades uns 120 graus (com els caces mimbari de la sèrie Babylon 5). Hi ha dues versions: l'estàndard, de colors negre i lila, i un prototipus de color vermell de característiques molt superiors als caces humans.
Bombarder Ching: l'única nau capturada pels humans, és en part orgànica amb uns controls bioelèctrics. Té forma de con i el seu radi d'acció és equivalent al de les naus humanes més grans.
Destructors Ching: el destructor Ching U-378 de classe D (l'únic conegut) posseeix coets, làsers i mines. Disposa d'un sistema d'intercepció de les comunicacions basat en les microones.
Nau mare Ching: aparegudes breument als camps de batalla de la sèrie, és la nau Ching més gran que es coneix. La seva forma és de rombe allargat.
ARMAMENT D'INFANTERIA CHING:
Cos a cos: disposen d'un ganivet en forma de falç o espasa de bronze de l'època de l'Imperi Nou d'Egipte.
Rifle: arma d'energia que s'acobla al braç Ching i que el protegeix parcialment amb un disseny orgànic. És allargada i voluminosa, i utilitza un accelerador de plasma com a font d'energia.
Raigs brunzidors: són una variant de les mines antipersona humanes. Quan es trepitgen sorgeix un raig de llum que n'indica l'activació, igual que la versió humana, quan es deixen de trepitjar-la, explota. Primerament, però, sorgeixen una sèrie de raigs de llum làser molt intensos que tallen el cos de la persona desafortunada que la trepitja, alhora que emeten un intens brunzit, i la mina es destrueix amb una explosió final.
Armes de la por: una arma de forma desconeguda que emet una radiació lumínica molt forta, alhora que afecta una part del cervell humà que altera les percepcions humanes de la por, de manera que les pors sorgeixin sense control i provoquen estadis psicòtics de tal forma que la gent perd el control sobre si mateixa i és pressa del pànic més irracional, per absurd que sigui (por d'una invasió de ratolins, de la foscor, etc.) i que els porta a cometre assassinats indiscriminats, fins i tot entre ells mateixos. Els efectes són temporals i cal exposar-hi els soldats cada cert temps perquè faci l'efecte devastador que es busca en l'enemic. Té l'avantatge de disminuir la resistència de la víctima amb cada nova exposició.

## Sinopsi de cada episodi
Els episodis Pilot i 1 no tenen títol i es consideren l'episodi pilot dividit en dues parts.
Episodi 2: The farthest man from home - El hombre más alejado de casa - L'home més allunyat de la llar, (traduïda com El hombre que llegó más lejos-L'home que va arribar més lluny).
Data d'emissió: 01/10/95 Guió: Glen Morgan i James Wong. Director: David Nutter. Actors convidats: Michael Mantell (Howard Sewell), French Stewart (Supervivent), Linda Carlson (Theresa Ashford), Bok Yun Chon (Yuko Kayaguest).
Sinopsi: Un supervivent de la colònia Tellus és trobat i portat a l'U.S.S Saratoga amb fortes mesures de seguretat a causa del seu estat de xoc. És confinat i interrogat per Howard Sewell, un directiu de la corporació Aerotech, els últims responsables de la colònia Tellus. Nathan, inquiet per saber notícies de la seva xicota, Kylen, una altra colonitzadora que va desaparèixer durant l'atac, aconsegueix parlar amb ell d'amagat i, davant les sospites que pot haver-hi més supervivents, se'n va al planeta, amb el suport dels companys Vansen i Hawkes. Allà descobreix altres supervivents que li confirmen que Kylen és viva i es troba presonera dels Chings. Tot l'assumpte no és aigua clara i s'intueix una possible conspiració per part d'Aerotech.
Episodi 3: The dark side of the sun - La cara oculta del sol - La cara fosca del sol.
Data d'emissió: 08/10/95 Guió: Glen Morgan i James Wong. Director: Charles Martin Smith. Actors iconvidats: Kimberley Patton (Felicity OH), Iva Franks (Sabrina EW), Paul Keeley (Justin EB).
McQueen posa Vansen a càrrec de la 58 per escoltar un carregament vital a un asteroide miner. Un cop allà, descobreixen que un grup de Silicats han assassinat tots els miners i s'han fet forts en les instal·lacions mineres. Vansen en un moment de la batalla descobreix per què els Silicats van matar els seus pares. La líder dels Silicats (Felicity-OH) està interpretada per Kimberly Patton, una exactriu porno més coneguda com a Ashlyn Gere.
Episodi 4: Mutiny - Motín – Motí.
Data d'emissió: 15/10/95 Guió: Stephen Zito. Director: Stephen Cragg. Actors convidats: Tony Amendola (Capitá Llewellyn), Thom Barry (Enginyer en cap), Tom Everett (Keats), William Forward (Mercer), Robert Louis Kempf (Caporal Solomon Monk), Calvin Levels (Potter), Christopher Michael Moore (Sorrel), Ping Wu (Ashby).
En el viatge de retorn cap a l'U.S.S.Saratoga, els nostres herois es veuen obligats a viatjar en una nau de càrrega (la McArthur) per poder arribar a temps a fer una missió. A la nau de càrrega viatgen set humans i sis in vitro, comandada pel capità Lewelyn, a més a més del 58è Esquadró i el seu cap McQueen. En un moment determinat, es veuen obligats a deixar anar part de la càrrega si volen sobreviure, malauradament la càrrega està composta per humans, en èxtasi, i in vitro en tancs de maduració. Davant la decisió del capità d'enviar a l'espai els in vitro de la càrrega, els in vitro de la nau s'amotinen, inclòs Cooper, que descobreix una germana genètica dins la càrrega i no vol perdre l'única família que potser tindrà mai. Llavors els esdeveniments es precipiten...
Primer episodi no escrit per Morgan i Wong. En aquest episodi a més actua Wiliam Forward (Lord Refa a la sèrie Babylon 5).
Episodi 5: Ray Butts.
Data d'emissió: 22/10/95 Guió: Glen Morgan i James Wong. Director: Charles Martin Smith Actor convidat: Steve Rankin (Tte. Coronel Raymond Thomas Butts) 
El coronel Ray Butts, un dur oficial de les Forces Especials que està de tornada de tot, apareix per sorpresa al U.S.S.Saratoga amb una missió secreta per a l'Esquadró 58. McQueen, després de queixar-se, es veu obligat a permetre-ho. La missió consisteix a recuperar uns caces amagats en un planeta dominat pels Chings. Així doncs, en Butts fa un entrenament especial al 58è perquè puguin estar “al seu nivell” i que la missió tingui possibilitats d'èxit. Un cop al planeta, els nostres protagonistes descobreixen alguna cosa rara en el comportament de Butts.
Anècdota: ells televisors del segle XXI porten incorporat un xip antiviolència, capaç fins i tot de censurar el Macbeth de Shakespeare.
Episodi 6: The Enemy - El Enemigo - L'Enemic.
Data d'emissió: 12/11/95. Guió: Marilyn Osborne. Director: Michael Katelman.
Damphousse és interrogada per un comitè d'investigació militar pel seu comportament en una missió. La missió del 58è “només” era la de portar equipament de tota classe als soldats destacats al planeta Tartarus. Un cop allà, descobreixen que els Chings han fet servir una arma mental que incapacita els humans fent-los viure i reviure les seves pors més terribles.
Episodi 7: Eyes – Ojos – Ulls.
Data d'emissió: 05/11/95 Guió: Glen Morgan i James Wong. Director: Charles Martin Smith. Actors convidats: Harriet Sansom Harris (Diane Hayden), Bill Hunter (Secretari general Spencer Chartwell), Kimberly Patton (Felicity OH-483), George Del Hoyo (Nicholas Chaput), Robin Curtis (Andrea Wilkins), Josie DiVincenzo (Tinent Susan Pisarek), James Leisure (Tinent Charlie Stone), Daniel Stewart (Thompson), Tasia Valenza (Tinent Kelly Anne Winslow), John Verea (Tinent Richard Swerko).
En el moment que l'U.S.S.Saratoga torna a la Terra per reabastar-se de subministraments i alhora donar un descans als nostres protagonistes, descobreixen per televisió com el Secretari general de les Nacions Unides és assassinat per un In vitro. Al moment s'informa d'aldarulls provocats pels detractors dels in vitro i, per acabar d'empitjorar-ho tot, el secretari provisional en funcions és Nicholas Chaput, un membre del Partie Nationale d'Identite (partit d'extrema dreta), contrari als drets dels In vitro.
Per escollir un nou Secretari general de les Nacions Unides, es convoca una conferència a l'U.S.S Saratoga amb les diferents parts i representants que opten a aquest càrrec. A causa de tot plegat, tant Cooper com McQueen es veuen sotmesos a humiliants tests de patriotisme i lleialtat. Per acabar d'embolicar la troca, els dos representats amb més possibilitats de ser escollits són, per una banda, Chaput i per l'altra, Diane Hayden, defensora dels drets dels In vitro, però antiga exconsellera de la Corporació Aerotech que, a més, ha convidat els Silicats a la conferència. En un moment del capítol, Chaput, mentre parla amb en West, acusa Aerotech de connivència amb els Chings i de no haver fet res per evitar la destrucció de les colònies Vesta i Tellus, és a dir, que els acusa d'haver provocat la guerra per poder accedir a la tecnologia Ching i, d'aquesta manera, obtenir uns immensos beneficis econòmics. Un episodi carregat de dobles jocs i enemistats, a l'estil de The X-Files.
Robin Curtis (la tinent Saavik a Star Trek) fou també l'ambaixadora Kalika a Babylon 5, al capitol La Mort Errant. Daniel Stewart és efectivament el fill de Patrick Stewart.
Episodi 8: Hostile visit – La visita hostil o el visitante hostil – La visita hostil o El visitant hostil.
Data d'emissió: 19/11/95 Guió: Tom Towler.
Primera part: un bombarder Ching avariat és capturat per l'U.S.S.Saratoga enmig d'una batalla. McQueen creu que pot ser el seu cavall de Troia particular però l'enigmàtic Sewell torna a aparèixer per desballestar la nau i així aprendre de la tecnologia Ching. Després d'una breu discussió, ambdues parts obtenen el que volen: Sewell, temps per estudiar la nau, i McQueen i la 58 una nau per infiltrar-se al cau de l'enemic. Un cop arriben al planeta, els Chings els reconeixen i la nau és destruïda però l'Esquadró 58 aconsegueix fugir-ne en una càpsula de salvament i cauen a la superfície del planeta. Continua a l'episodi 9.
Episodi 9: Choice o chance – Elección o riesgo – Escollir o arriscar-se.
Data d'emissió: 26/11/95 Guió: Stephen Zito.
Segona part: un cop la càpsula cau al planeta, són capturats pels Silicats, excepte McQueen i Cooper, que aconsegueixen fugir i decideixen preparar un pla de rescat i fugida. Dins les instal·lacions dels Silicats, Wang és torturat per Elroy L-1327, mentre que la unitat Felicity OH-924 decideix a qui han de matar: Vansen o Damphousse, elles hauran d'escollir qui morirà.
Quan són traslladats a les seves cel·les, West aconsegueix fixar-se en un grup de presoners i quan crida el nom de la seva estimada Kylen, aquesta surt del grup de presoners i reneix l'esperança en el seu amor. Quan tots són rescatats per un equip de les forces especials, aquests també s'enduen un paquet misteriós que entreguen en secret a l'enigmàtic Sewell. A l'episodi L'Àngel més furiós descobrirem què conté.
Episodi 10: Stay with the dead – Quédate con los muertos –Queda't amb els morts.
Data d'emissió: 03/12/95 Guió: Matt Kiene i Joe Reinkemeyer.
L'Episodi comença quan veiem Nathan West greument ferit i com se l'enduen a la infermeria de l'U.S.S.Saratoga. Un cop recuperat, li diuen que tots els membres del seu esquadró, el 58, són morts i ell es nega a acceptar-ho. Quan li demanen que expliqui què ha passat, només recorda trossos fragmentats de la missió i, per tant, és incapaç de recordar què va passar si bé insisteix que els seus companys són vius. En aquest estat, els metges decideixen operar-lo perquè oblidi tot el que ha passat i no desenvolupi un trastorn post-traumàtic, que el deixaria incapacitat per a la resta de la seva vida. A la sala d'operacions West continua intentant que se'l creguin.
Episodi 11: River of stars – Río de estrellas – Riu d'estels.
Data d'emissió: 17/12/95 Guió: Marilyn Osborn.
El dia de Nadal l'Esquadró 58 queda aïllat en una nau a la deriva després d'una batalla amb els Chings. Davant la impossibilitat de poder comunicar-se amb l'U.S.S.Saratoga, comencen a parlar de Nadal i de què significa per a cadascun. De cop i volta comencen a rebre estranys missatges que semblen voler ajudar-los... si no són una trampa dels Chings. Apareix un nou personatge, la tinent Anne Winslow, que morirà més endavant a l'episodi L'Àngel més furiós.
Episodi 12: Who monitors the birds – Quién controla a los pájaros – Qui controla els ocells.
Data d'emissió: 07/01/96 Guió: Glen Morgan i James Wong.
Mentre realitza un entrenament de tir, Hawkes accepta una missió secreta del Major Colquitt, que veu en ell el company perfecte gràcies a les seves excel·lents capacitats de tir. Per animar-lo a acceptar la missió, li ofereix el perdó de l'Administració pel seu assassinat i la llicenciatura amb honors a l'exèrcit. La missió consisteix a matar un alt càrrec militar Ching en un remot planeta. Hawkes accepta, però durant la missió Colquitt mor i encara que aconsegueix matar l'objectiu, ha de cercar la forma de sobreviure envoltat de Chings fins que no el vinguin a buscar en un transport especial. Entre enfrontament i enfrontament amb els Chings, reviu els moments més importants de la seva curta vida: el “part”, el Centre d'ensinistrament dels in vitro, la fugida...
Aquest episodi no té pràcticament diàlegs, va guanyar el Sci-fi Universe Award al millor argument, i va derrotar The X-Files, Espai Profund 9 i Babylon 5. El títol del capítol, podria ser també Qui vigila els ocells o fins i tot Qui ensinistra els ocells, referint-se a l'estada de Hawkes al centre dels In vitro.
Episodi 13: Level of necessity – Nivel de necesidad – Nivell de necessitat.
Data d'emissió 14/01/96 Guió: Matt Kiene i Joe Reinkemeyer.
En una missió, Damphousse sembla que demostri tenir certs poders o habilitats psíquiques premonitòries que haurien pogut evitar la mort en combat d'uns soldats, que no la van creure i van continuar. Una branca de la intel·ligència militar es fixa en aquest fet i intenta treure'n profit en missions encobertes de perillositat màxima.
Episodi 14: Never no more – Nunca jamás – Mai més.
Data d'emissió: 04/02/96 Guió: Glen Morgan i James Wong.
Un misteriós caça Ching destrueix, tot sol, tot l'Esquadró 42. Arran d'aquest fet i altres de similars en què aconsegueix destruir completament altres caces dels Marines, el seu pilot és nomenat Chinggie Von Richthoffen (metàfora del Baró Vermell o Manfred von Richthoffen, llegendari pilot alemany a la Primera Guerra Mundial, conegut per la seva destresa pilotant avions). Tot l'episodi gira al voltant de la suposada invulnerabilitat d'aquest Ching i la desmoralitzadora tasca que produeix entre els diferents esquadrons de caces. L'aqrgument està dividit en dues parts, aquest episodi i el següent, on conclou.
Episodi 15: The angriest angel – El angel más furioso – L'Angel més furiós.
Data d'emissió: 11/02/96 Guió: Glen Morgan i James Wong.
McQueen i altres oficials veuen amb preocupació la desmoralització de les tropes a càrrec seu, ja que no hi ha forma de destruir el Ching anomenat Chinggie Von Richtoffen. De fet, McQueen se sent personalment responsable de la mort de tants pilots i decideix anar ell mateix a destruir-lo. Malauradament una antiga ferida de guerra l'impossibilita per pilotar caces. Però hi ha una solució, una operació que si surt bé li permetrà tornar a pilotar, i si surt malament, no podrà ni caminar sense marejar-se horriblement. Al mateix temps arriba a l'U.S.S.Saratoga el misteriós Sewell amb un nou mineral, el que es van emportar al capítol 9 (Choice or chance), i que, segons els científics d'Aerotech, posseeix unes propietats que permetran a McQueen destruir el pilot enemic amb un caça dels habituals.
Quan estan preparant un míssil especial en un dels laboratoris, explota i mata a tothom, fins i tot Sewell. En un segon intent, es torna a produir un incident que fa que tothom s'adoni que es tracta d'un sabotatge i aconsegueixen identificar-ne al culpable, quan aquest fuig amb un dels components imprescindibles perquè l'arma funcioni. L'atrapen i descobreixen que és un Silicat, concretament un del model Elroy-L, qui confessa, entre altres coses, que els Chings coneixen els plans de batalla dels humans per posar fi a la guerra. Un cop aconsegueixen muntar l'armament a la nau, i com McQueen encara s'està recuperant de l'operació, envien uns altres pilots a fer la feina, entre els quals hi ha la tinent Winslow, ambdós són destruïts. Finalment serà McQueen qui lluitarà contra el perillós pilot Ching.
Episodi 16: Toy soldiers – Soldados de juguete – Soldats de joguina.
Data d'emissió 18/02/96 Guió: Marilyn Osborn.
El germà de West s'allista amb els marines i és destinat a la 5a de reconeixement al portanaus U.S.S.Saratoga on, òbviament, es troba amb el seu germà. Per la seva part, això no fa cap gràcia a West, que a més descobreix que l'oficial a càrrec de la unitat, el tinent Herrick està més preocupat per la glòria i les medalles que per la seguretat dels seus homes. Arriba una missió al planeta Mor, on ha de participar el germà de West. Les ambicions de Herrick provoquen un desastre.
Episodi 17: Dear Earth – Querida Tierra – Estimada Terra.
Data d'emissió: 10/03/96 Guió: Richard Whitley. L'Esquadró 58 rep correu dels parents i amics de la Terra, excepte Hawkes i McQueen, que com són in vitro no en tenen. Alhora arriba a l'U.S.S.Saratoga un equip de filmació per a fer un documental sobre les relacions entre humans i in vitro.
Episodi 18: Pearly – Perlada – Perlada.
Data d'emissió: 24/03/96 Guió: Richard Whitley. En una missió al planeta Minerva, el 58 ha de fer servir un tanc (es tracta d'un vehicle blindat, no d'un in vitro) per poder arribar a temps al seu punt de recollida. El pilot, el caporal Fox, és tot un personatge que tracta el seu tanc com si fos una persona, el seu nom és Perlada. En el camí cap al punt de recollida es troben diversos contratemps, com Silicats, un excèntric oficial britànic, etc. Tot plegat no farà res més que complicar l'arribada a temps al punt de recollida.
Episodi 19: R & R – Descanso y diversión – Descans i diversió.
Data d'emissió: 12/04/96 Guió: Jule Selbo.
Els marines del 58 comencen a patir errors fruit de l'esgotament i l'estrès provocats per les contínues missions que han de dur a terme sense temps a descansar. Per aquest fet, el Comodor Ross els concedeix 48 hores de descans i diversió a la nau Baccus (Baco). Cadascun dels marines, fins i tot en McQueen, té una forma peculiar de desconnectar de la guerra.
En aquest episodi apareix David Duchovny (Fox Mulder a The X-Files), fent el paper d'un Silicat, Alvin EL-51583, un jugador de billar extraordinari amb el sobrenom de L'atractiu Alvin.
Episodi 20: Stardust – Polvo Estelar – Pols Estelar.
Data d'emissió: 19/04/96. Guió: Howard Grigsby.
L'Esquadró 58 es veu involucrat en l'operació secreta Naya'i ("déus extraterrestres", en llengua Navajo). Aquesta operació, desenvolupada per la intel·ligència militar, consisteix a enganyar els Chings amb informació falsa. La dita operació es realitza amb cadàvers, un dels quals és un militar, el tinent James Darkmoon, que va caure en desgràcia quan va matar un superior que se'n reia d'ell i que va ser executat amb la injecció letal anys enrere.
Episodi 21: Sugar dirt – Tierra de azúcar – Sucre brut.
Data d'emissió 20/04/96. Guió: Matt Kiene i Joe Reinkemeyer.
En aquest episodi es recrea la batalla de Guadalcanal durant la 2a Guerra Mundial a la Terra. Els portanaus U.S.S.Eisenhower i el Saratoga són enviats juntament amb altres naus per conquerir una pista d'aterratge del planeta Demios, prop de la zona dels Ching, i que els serviria com a cap de pont per a una ofensiva militar definitiva contra el planeta natal dels Ching. Malauradament, els Ching han ocultat tota una flota de naus darrere la lluna del planeta i quan sembla que el planeta ja és sota control dels marines, l'Eisenhower és destruïda per aquesta flota. Els oficials d'intel·ligència descobreixen que aquesta flota Ching és la mateixa que protegia un altre planeta, l'Ixion (al sistema Zeta Reticuli), encara de més vital importància per als Chings (ja que sembla que és on construeixen les seves naus) i que ara es troba desprotegit. En una dolorosa decisió, les naus són enviades al nou objectiu, i deixen enrere 25.000 marines, entre ells el 58, a la superfície del planeta. La supervivència és la nova missió de tots ells.
Episodi 22: And if they lay us down to rest – Y si nos acuestan a descansar – I si ens posen a descansar.
Data d'emissió: 26/05/96. Guió: Glen Morgan i James Wong.
L'episodi comença de forma curiosa. Una gran explosió que recrea el moment de la creació de l'Univers, amb la posterior formació de galàxies, sistemes estel·lars, planetes i, en definitiva, tot allò que existeix és narrat per la veu en off de la tinent Vansen. De cop la història arriba al temps present de la sèrie.
El 58 es troba a la lluna Yunque, coneguda altrament com a Cos Celeste 2064K. Conquerir aquesta lluna plena de Chings, servirà per donar inici a l'Operació Martell, un atac de la flota humana contra el planeta natal dels Ching. Un cop a la superfície, l'esquadró es troba amb una forma de vida alienígena (a qui anomenen Pasty) i que disposa d'una mena de cova plena de nadons de la seva espècie, just a la zona on es produirà el bombardeig per conquerir el planeta. És llavors quan han de decidir si matar-la o avisar-la de l'operació perquè se salvi i posi en lloc segur tota la descendència. Un cop són recuperats de la superfície del planeta i ja es troben al Saratoga, arriba un missatge dels Chings, amb l'esperança d'un alto el foc i l'inici de converses de pau.
Episodi 23: Tell our moms we dido our best – Decid a nuestras madres que lo hicimos lo mejor que pudimos – Digueu a les nostres mares que ho vam fer el millor que vam saber.
Data d'emissió 02/06/96. Guió: Glen Morgan i James Wong. L'ambaixador Ching es troba a la nau U.S.S.Saratoga dins d'un tanc ambiental per poder iniciar les converses de pau. Arriben diversos mandataris de la terra per parlar en aquesta inesperada conferència de pau. Un dels primers acords és el retorn dels presoners supervivents de les colònies Vesta i Tellus. Paral·lelament, els marines del 58 s'adonen que la descripció que fa en McQueen de l'ambaixador Ching és exactament igual que l'ésser que van trobar a la lluna, i a qui van advertir de l'imminent atac de les forces humanes contra el planeta Ching. La conferència de pau continua alhora que una força Ching es posiciona prop del portanaus Saratoga. L'Esquadró 58 i 59 seran els encarregats de portar i escoltar els supervivents de les colònies Vesta i Tellus. És llavors que la situació a la conferència de pau es torna “difícil”.

## Llibres derivats de la sèrie
- Telep, Peter Morgan, Glen i Wong, James Space: Above and Beyond - A novel (Book 1), Ed. Harpercollins, 1995. ISBN 978-0061056505. (anglès)
- Telep, Peter Morgan, Glen i Wong, James Demolition Winter: A Novel (Space: Above and Beyond, Book 2), Ed. Harpercollins, 1997. ISBN 978-0061057670. (anglès)
- Anastasio, Dina Dark Side of the Sun (Space: Above and Beyond - Harper Trophy Series, Book 2), Ed. Trophy Pr, 1996. ISBN 978-0064406444. (anglès)
- Royce, Easton Mutiny (Space: Above and Beyond - Harper Trophy Series, Book 3), Ed. Trophy Pr, 1996. ISBN 978-0064406413. (anglès)
- Anastasio, Dina The Enemy: A Novel (Space - Above and Beyond), Ed. Trophy Pr, 1996. ISBN 978-0064406543. (anglès)
- Royce, Easton The Aliens Approach: A Novel (Space - Above and Beyond), Ed. Trophy Pr, 1996. ISBN 978-0064406406. (anglès)